# Алгетський національний парк
Алге́тський націона́льний парк (груз. ალგეთის ეროვნული პარკი) — природоохоронна територія, розташована в Тетрі-Цкарському муніципалітеті Грузії. Створена в квітні 1965 року задля охорони лісових масивів ялини східної та ялиці кавказької, що зростають на східній межі ареалу. Спочатку мала статус державного природного заповідника, 2007 року перетворена на національний парк. Сучасна площа складає 6822 га. В Алгетському національному парку виявлено 250 видів грибів і 1664 види рослин, в тому числі 3 ендемічних. Парк належить до популярних об'єктів туризму. Його назва походить від річки Алгеті — найбільшої в його межах.

## Історія
До заповідання терени сучасного Алгетського національного парку належали Мангліському лісництву Тетрі-Цкарського лісгоспу. Обстеження його масивів виявило цінні деревостани ялини східної та ялиці кавказької. Через Малий Кавказ пролягає східна межа ареалів цих деревних порід, тому ці насадження становили наукову цінність. Щоб запобігти їх вирубуванню, в квітні 1965 року цю територію оголосили державним природним заповідником. Його площа склала 6400 га, але невдовзі її скоротили до 6000 га. З перших років існування цієї природоохоронної установи з'явились труднощі в дотриманні суворого охоронного режиму. Вони були обумовлені значною пересіченістю охоронної зони сільськогосподарськими угіддями, а також, певною мірою, наближеністю до кордонів заповідника туристичних об'єктів. Через це 2007 року було прийнято компромісне рішення: статус Алгетського заповідника понизили до національного парку, що дозволило відкрити доступ до туристичних цікавинок організованим туристам і зменшило кількість несанкціонованих відвідин. Разом з тим його площу збільшили до 6822 га.

## Клімат
Алгетський національний парк знаходиться у перехідній зоні субтропіків, де континентальний субтропічний клімат змінює морський помірно вологий. Завдяки значному перепаду абсолютних висот в його межах можна виділити мікрокліматичні підзони: Алгетську ущелину — з помірно м'якою зимою і довгим теплим літом і Цалкське плато — із суворою зимою та довгим помірно теплим літом. Температурні показники в них, відповідно, такі: середньорічна температура повітря +7,9 °C і +5,9 °C, середня температура найхолоднішого місяця (січня) -2,4 °C і -4,8 °C, середня температура найтеплішого місяця (серпня) +18,6 °C і +16,1 °C, абсолютний мінімум -28 °C і -34 °C, абсолютний максимум +36 °C і +33 °C.
В залежності від цих показників коливаються і фенологічні періоди. Так, тривалість вегетаційного періоду в Алгетській ущелині становить 161 день, у верхній частині парку — тільки 136. Сума позитивних температур у вегетаційний період становить 2501 °C у нижній підзоні та і 1917 °C у верхній, а сума позитивних температур за рік, відповідно, 3056 °C і 2519 °C. Безморозний період поблизу Манглісі (в нижній частині парку) триває в середньому 183 дні, у верхній частині поблизу Цалка — 160 днів.
Відмінності у режимі зволоження не істотні. Наприклад, в Алгетській ущелині за рік випадає в середньому 777 мм опадів, а на Цалкському плато — 736 мм. Опадам Алгетського національного парку притаманні два річних максимуми (у травні, вересні) і два річних мінімуми (у січні, серпні). Вологість повітря буває найнижчою (66 %) у липні — серпні, найвищою (76—78 %) — у жовтні — листопаді. Сніговий покрив тримається близько 70 днів. Град випадає в середньому 3—6 разів на рік, натомість, зливи і тумани трапляються часто (відповідно, 40—50 і 60—100 днів на рік).

## Географія та гідрологія

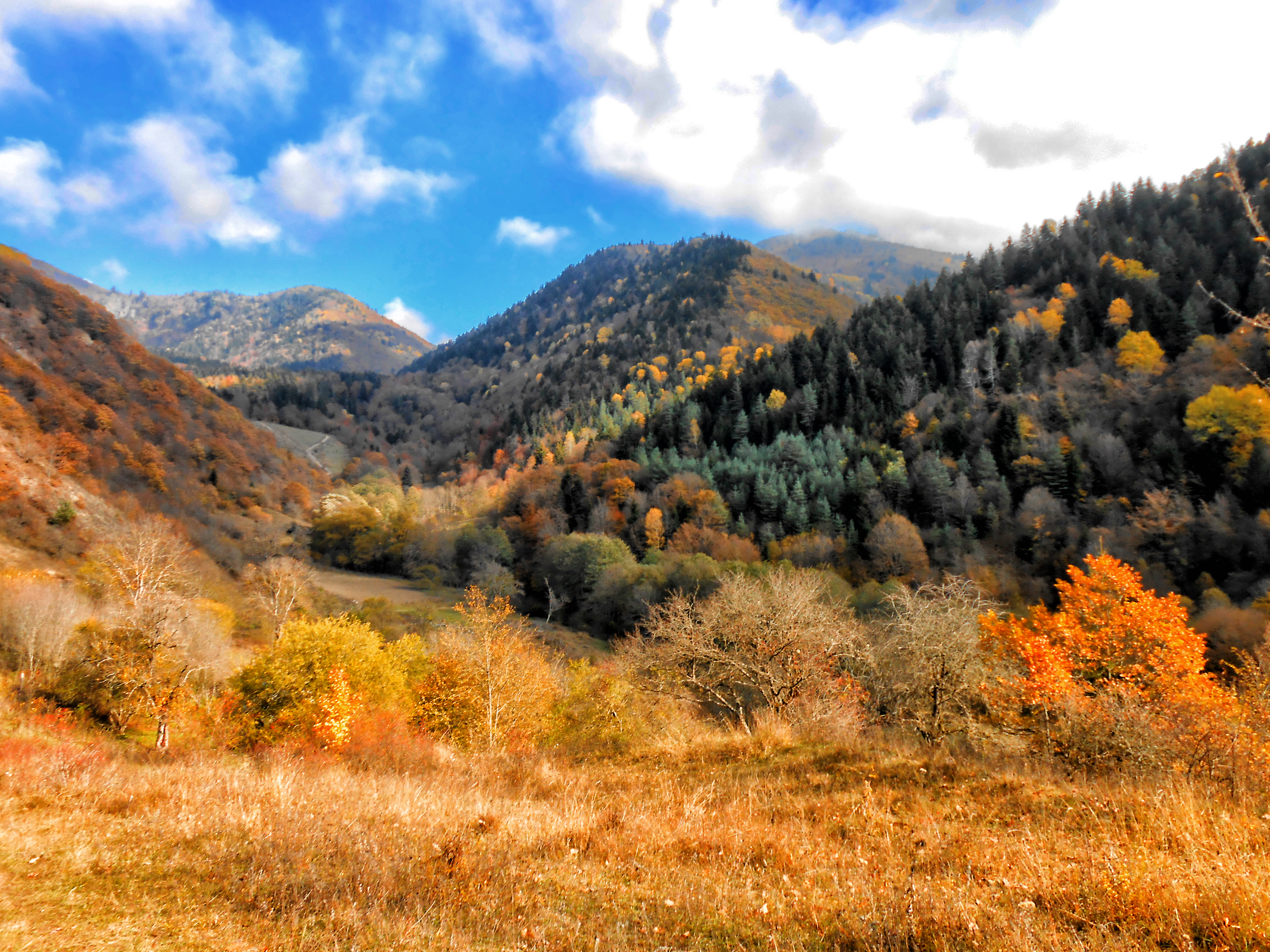
Тріалетський хребет.

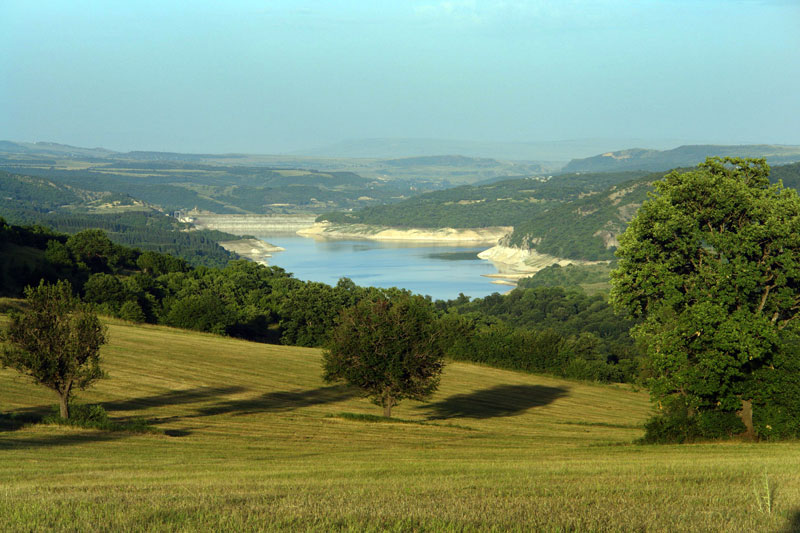
Озеро Алгеті.

Алгетський національний парк знаходиться в історичному регіоні Квемо-Картлі, в Тетрі-Цкарському муніципалітеті Грузії. Адміністрація установи розташована в селищі Манглісі. Навколишні території являють собою типові агроландшафти Грузії, серед яких переважають пасовища; досить добре розвинена мережа доріг. 84 % заповідної території вкриті лісом (5055 га), також у національному парку є луки (800 га) і невеликі водойми (25 га).
Рельєф охоронної зони дуже пересічений, тут гори і пагорби повсюдно розмежовані ярами і річковими долинами. Майже 65 % заповідних лісів ростуть на схилах з похилом 21—35°, трохи менше 35 % — на схилах з похилом 11—21°, і зовсім незначні площі лісів (по 1 %) припадають на рівні ділянки або урвисті скелі. Терени Алгетського національного парку лежать на південних схилах східної частини Тріалетського хребта на висотах від 1100 до 1950 м. Довжина цього гірського пасма сягає 150 км, ширина коливається в межах 25—40 км. Гірські складки, пересічені скидами, утворюють віялопоідібну систему. Вододільний гребінь хребта має вершини до 2800 м заввишки. З-поміж них особливо виділяються дві: Біртвісі поблизу східного кордону парку і Клдекарі на північно-західному кордоні. Обидві гори скелясті й увінчані фортечними середньовічними спорудами. Остання є його найвищою точкою (2000 м).
Гідрологічна мережа Алгетського національного парку розвинена добре. На його теренах чимало джерел, води яких збираються у невеликі гірські річки. Цим потокам притаманні значні коливання рівня води в залежності від пори року і кількості опадів. Головною водною артерією в межах охоронної зони виступає річка Алгеті, що вбирає в себе притоки Діді Намтвріані, Сакавре, Тагарджина, Чінчріані. Зазвичай Алгеті мілка, але в пору танення снігу і літніх паводків стає бурхливою, причому в цей період у верхів'ях вона повноводніша ніж в низов'ях.

## Геологія та ґрунти

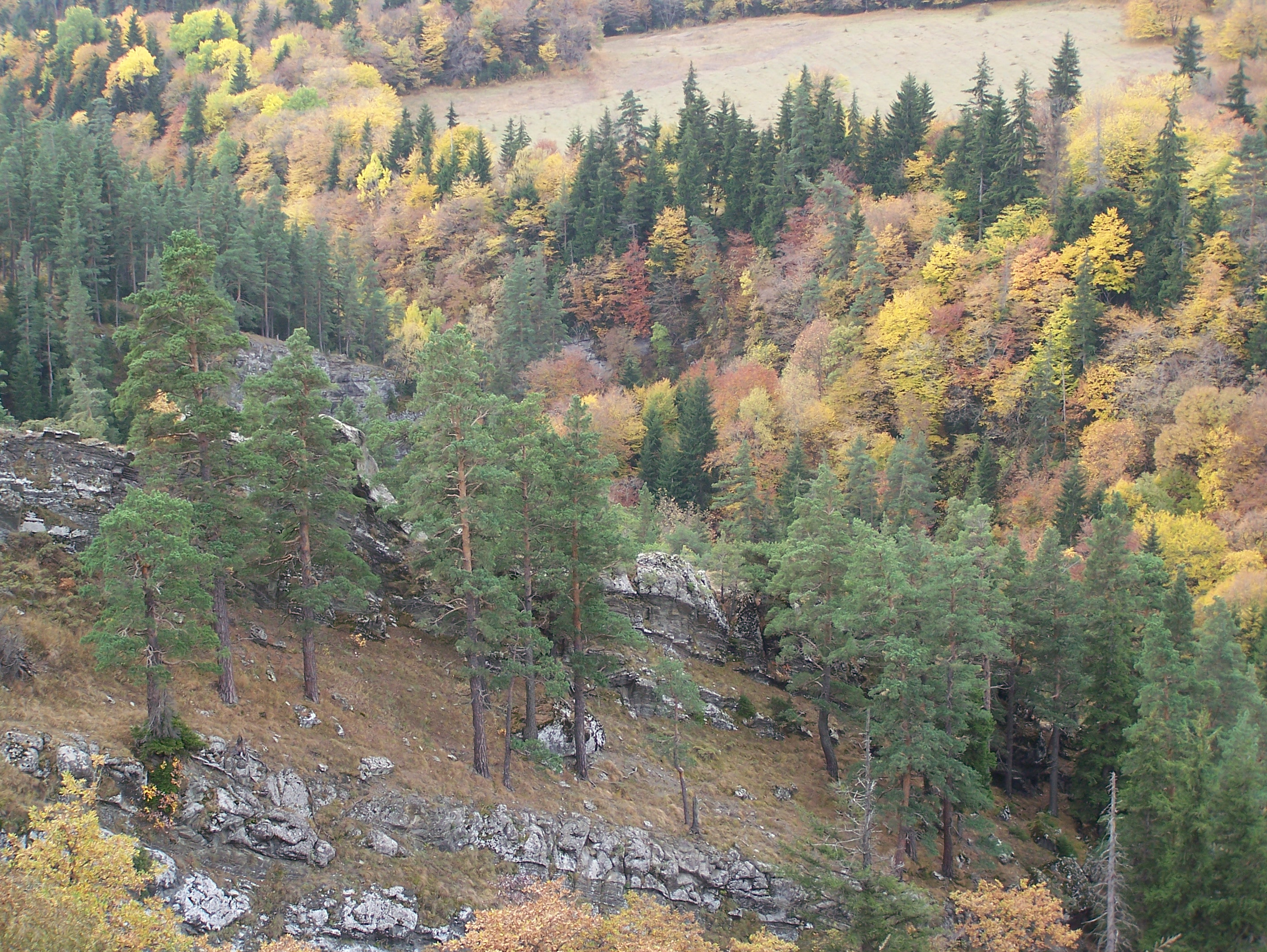
Схил з відслоненнями гірських порід.

Тріалетський хребет складений осадовими і магматичними породами, хімічний склад яких сприяє розвиткові ксерофітної (посухостійкої) рослинності. Ґрунти Алгетського національного парку представлені різноманітними за механічним складом і потужністю буроземами. На ділянках, порослих мішаними лісами, вони часто опідзолені, а на крутих схилах — змиті та з відслоненнями гірських порід. У передгір'ях трапляються бурі лісові ґрунти, що поступово переходять у коричневі лучні та сіро-коричневі степові ґрунти.

## Флора

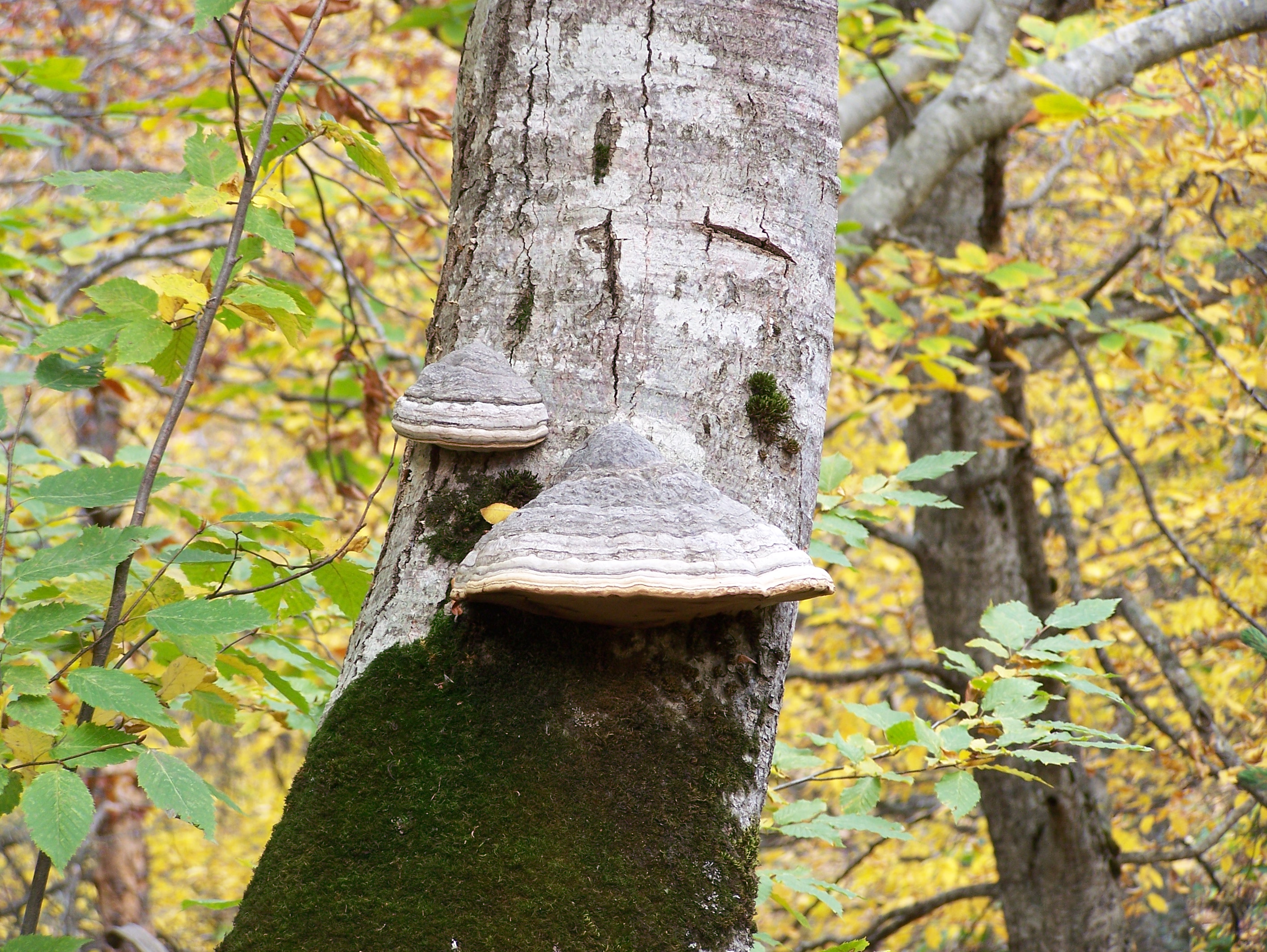
Трутовики на стовбурі.

Алгетська ущелина вирізняється значним видовим різноманіттям рослин. В межах національного парку описано 250 видів грибів і 1664 види рослин, включно з трьома ендеміками. Терени охоронної зони ботаніки називають «флористичним вузлом», оскільки на них мешкають представники кавказької, гірканської, іранської, передньоазійської, колхідської та іберійської флори. Основними типами лісу в Алгетському національному парку є бучини (2250 га), ялинники (1442 га), діброви (1380 га), сосняки (250 га), грабини (120 га), ясенники (9 га) і березини (5 га).
Бучини попри поширеність не є первісним лісовим фітоценозом Алгетського парку. Вони утворились здебільшого на місці вирубаних ялинових та ялицевих лісів на висотах 1100—1800 м над рівнем моря. Незважаючи на природність такої зміни, бук східний знаходиться у парку не в найкращих умовах, оскільки місцевий клімат для нього дещо сухий. Саме тому бучини зростають переважно на північних і західних схилах, а на південних і східних їх витісняють інші листяні породи. В залежності від типу бучини домішками до основної породи в ній можуть виступати різноманітні клени, граб, липа, ялина, а з чагарників — калина цілолиста, порічки альпійські, порічки Біберштейна, садовий жасмин кавказький. Трав'яний покрив дуже різниться як за проективним покриттям, так і за видовим складом. У мертвопокровних бучинах ґрунт на 80—90 % вкритий опалим листям, у негустих деревостанах 40—70 % площі зайняті травами. На вологих і потужних ґрунтах в затінених ущелинах розвиваються папоротеві бучини. На освітлених ділянках їх змінюють кострицеві бучини, в яких окрім костриці гірської в трав'яному покриві трапляються квасениця звичайна, підлісник звичайний, підмаренник запашний, первоцвіт великочашечковий, фіалка запашна, щитник чоловічий. У куничникових бучинах в трав'яному покриві панують злаки (куничник очеретяний, костриця гірська, тонконіг звичайний), а з різнотрав'я трапляються журавець смердючий, суниці лісові, шавлія липка. У високотравних бучинах трав'яний покрив найгустіший, але його формують переважно не злаки, а великолисті рослини: Gadellia lactiflora, кремена лікарська, щитник чоловічий.

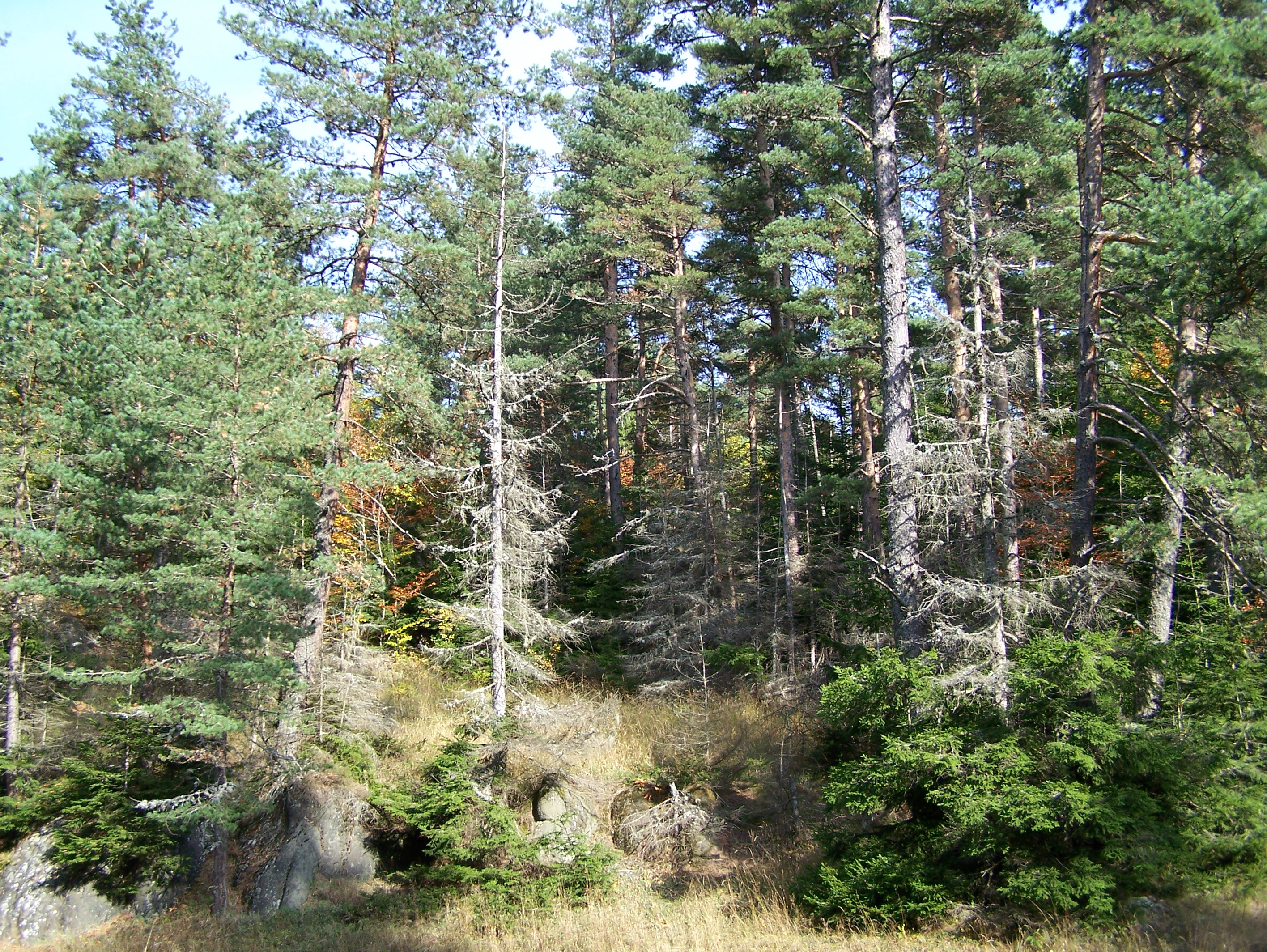
Старий ялинник.

На висотах 1100—1400 м зростають ялинники. Раніше це був основний тип лісу на теренах сучасного національного парку, однак внаслідок вирубування чисті ялинові ліси збереглися лише фрагментарно. Вирізняють п'ять основних типів ялинників. В осокових ялинниках домішками у верхньому ярусі лісу виступають дуб грузинський і бук, а підліска в них зовсім немає. У трав'яному покриві панують осоки низька, степова з щедрою домішкою мохів (до 30 %), дзвоників однобічних, суниць лісових, тонконога звичайного. Кострицеві ялинники розвинуті на суглинках і вирізняються розмаїттям дерев і чагарників. Окрім ялини в них трапляються бук, сосна, осика, береза, а в підліску — бруслина, ожина тощо. В трав'яному покриві тут так само до 30 % складають мохи, проте серед вищих рослин переважає костриця гірська. Близьким до цього типу є ялинник-зеленомошник, з тією різницею, що в ньому гілля дерев зімкнуте щільніше, а з інших деревних порід трапляються лише поодинокі буки. Там, де щільність ялинових насаджень найвища, утворюються мертвопокровні ялинники. В них через сильну тінь підлісок і трав'яний покрив взагалі відсутні. До своєрідного типу ялинників слід зарахувати насадження з домішкою ялиці. Вони дуже невеликі за площею і зосереджені на таких ділянках парку як Таштія, Тхінвала, Угудеті.
Окремо слід розглянути мішані ялиново-букові ліси. Це вторинні фітоценози, що утворились на місці вирубаних чистих ялинових лісів. Наразі вони в Алгетському національному парку дуже поширені. З флористичним складом такі ліси наближені до кострицевих ялинників. У першому ярусі таких лісів зростають ялини і буки з домішкою граба, груші кавказької, кленів, ясена, у підліску чисельні глід, ліщина, шипшина. У трав'яному покриві основною рослиною є костриця гірська, незначними домішками до неї виступають золотушник звичайний, квасениця звичайна, куцоніжка лісова, підмаренник запашний, первоцвіт великочашечковий, фіалка запашна.
Діброви Алгетського національного парку утворені дубами грузинським і великопиляковим. Діброви з грузинського дуба бувають двох типів: дереново-грабові, що зростають у висотному діапазоні 1100—1300 м, і тонконогові, розвинуті на малопотужних ґрунтах на висоті 1250—1400 м. Дереново-грабовим дібровам притаманний другий деревний ярус, утворений дереном справжнім і грабом східним. Землю в цих лісах вкриває покрив з куцоніжки лісової з домішкою Lathyrus roseus, тонконога лісового, грястиці збірної, материнки звичайної, суниць лісових. У трав'яному покриві тонконогових дібров панують тонконіг лісовий, грястиця збірна, різні види конюшини, материнка звичайна, осока гірська. На висотах 1400—1750 м ростуть ліси з дуба великопилякового, причому нерідко вони набувають вигляду рідколісь. Діброви такого типу є тонконоговими. В них добре виражений чагарниковий підлісок, де пишно зростають бруслина, горобина, жимолость, калина, ліщина. В трав'яному покриві таких дібров переважають тонконіг лісовий, горошок шорсткий, грястиця збірна, материнка звичайна, наперстянка іржава, суниці лісові, а на верхній межі розповсюдження домінує куничник очеретяний.

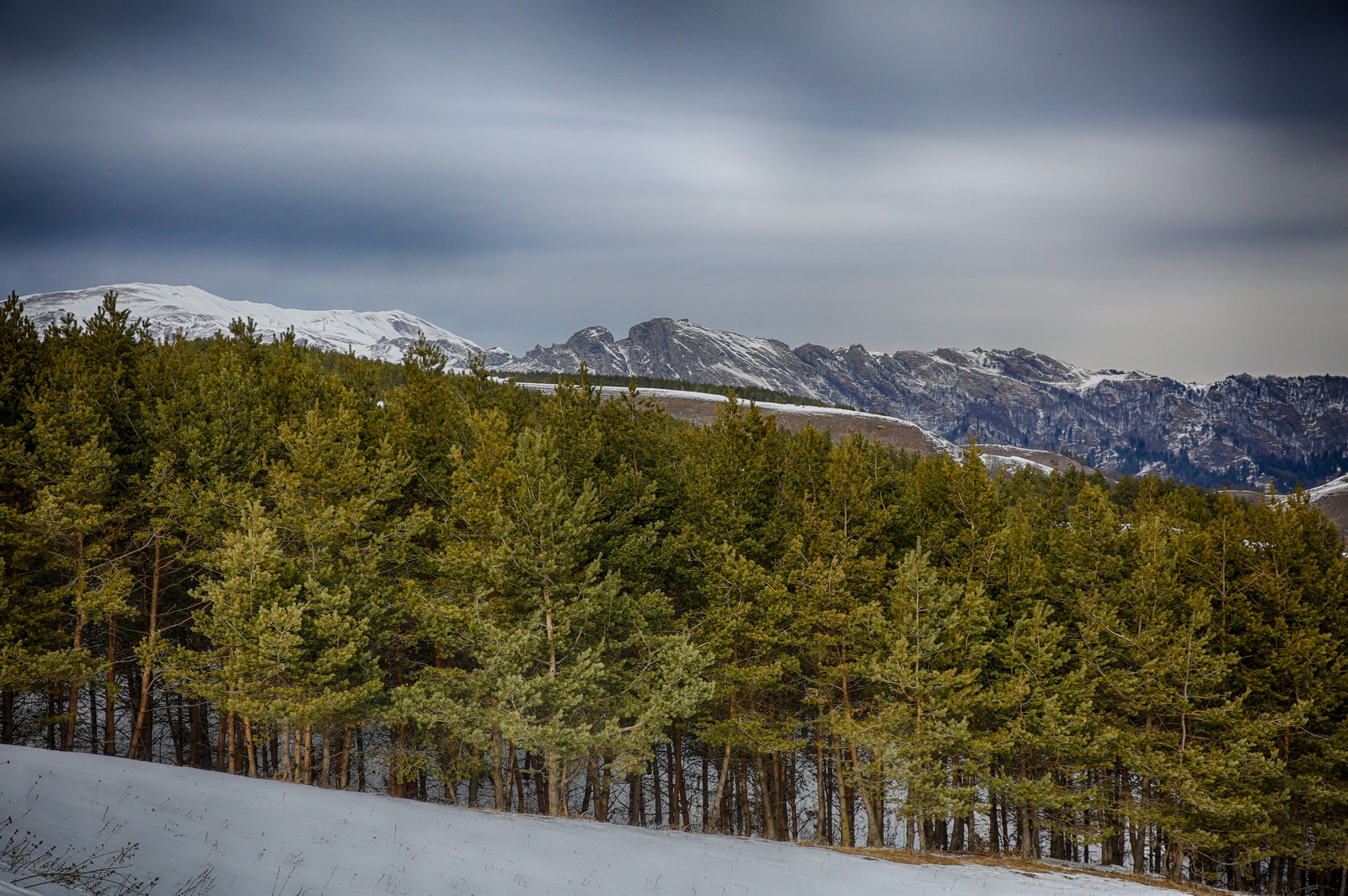
Молодий сосняк.

Сосняки Алгетського національного парку належать здебільшого до злакових, лише на невеликих за площею ділянках у їхньому підліску переважає глід. Показово, що сосняки — чи не єдиний тип лісу, в якому відбувається природне поновлення ялини, насіння якої потрапляє сюди з сусідніх насаджень, в той час як в самих ялинниках краще відновлюються листяні породи дерев.

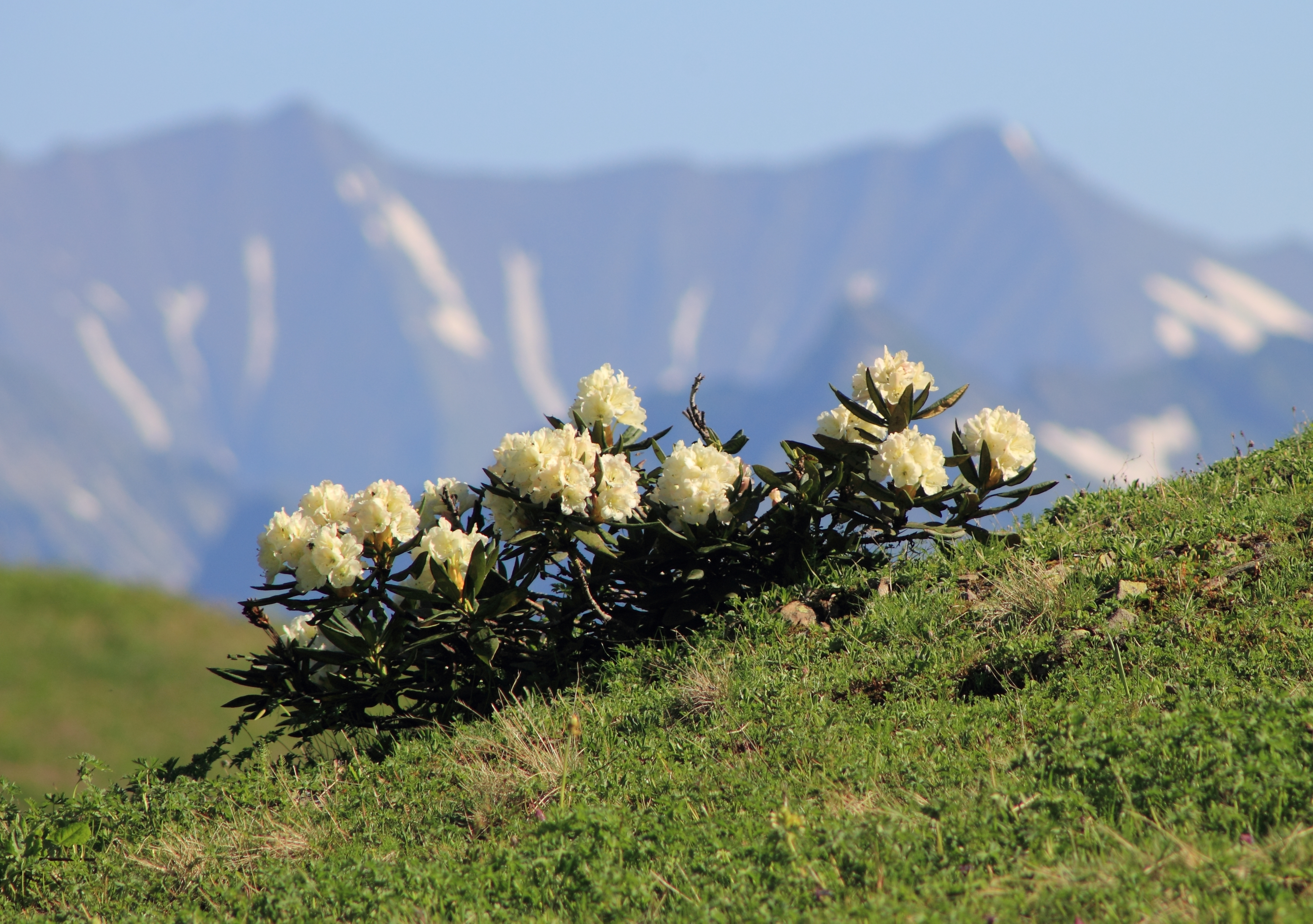
Рододендрон кавказький.

Різноманітні за флористичним складом луки парку, хоча їхня загальна площа невелика. Справжніх альпійських і субальпійських лук в охоронній зоні нема, наявні ділянки лучної рослинності утворились на місці колишніх вирубок, де з певних причин не відновився деревостан. Найбільше лучних галявин можна віднайти у насадженнях дуба великопилякового. Близько 144 га займають тут злакові луки, утворені Bromopsis biebersteinii, Bothriochloa ischaemum, кострицею гірською, мітлицею, тимофіївкою, тонконогом. В тих же біоценотичних умовах існують луки з пануванням Agrostis planifolia, тимофіївки гірської і степової, костриці гірської, мітлиці звичайної та декількох видів осок (53 га). У проміжках між лісами, утвореними дубом грузинським і ялинами, розвиваються конюшиново-тонконогові луки (45 га), а серед мішаних ялиново-букових насаджень — конюшиново-мітлицеві (106 га) та мітлицеві (23 га) луки. Найрідкіснішим типом луків є папоротевий з домішкою ожини (1 га), знайдений між дібровою і ялинником на висоті 1500—1700 м.
Крім фітоценозів Алгетського національного парку наукову цінність становлять і окремі види рослин — рідкісних, зникаючих, реліктових, ендемічних тощо. Наприклад, з реліктів третинного періоду в парку зростають бук східний, падуби звичайний і колхидський, рододендрон жовтий, садовий жасмин кавказький, черешня, ялиця кавказька тощо. З-поміж рослин, занесених до Червоної книги Грузії, тут поширені астрагал кавказький, в'язи шорсткий і граболистий, дуб великопиляковий, ліщина турецька, обліпиха звичайна. В околицях Клдекарі є невеликі зарості рододендрона кавказького, який у парку знаходиться на східній межі свого ареалу.

## Фауна
Мала площа та, особливо, сильна пересіченість теренів парку сільськогосподарськими угіддями не сприяють заселенню його великими тваринами, тому їх охорона не входить до головних задач цієї установи. За описами географа XVIII століття Вахушті Багратіоні в минулому Алгетська ущелина славилась не тільки лісистістю, а й дичиною. Наприклад, цар Вахтанг VI під час лише одного полювання здобув у ній 180 кавказьких оленів. В сучасній фауні Алгетського національного парку не лишилось слідів згадуваного багатства. З видів, занесених до Червоної книги Грузії, тут найціннішими є ведмідь бурий, тетерук кавказький, орел-могильник, гадюка носата.

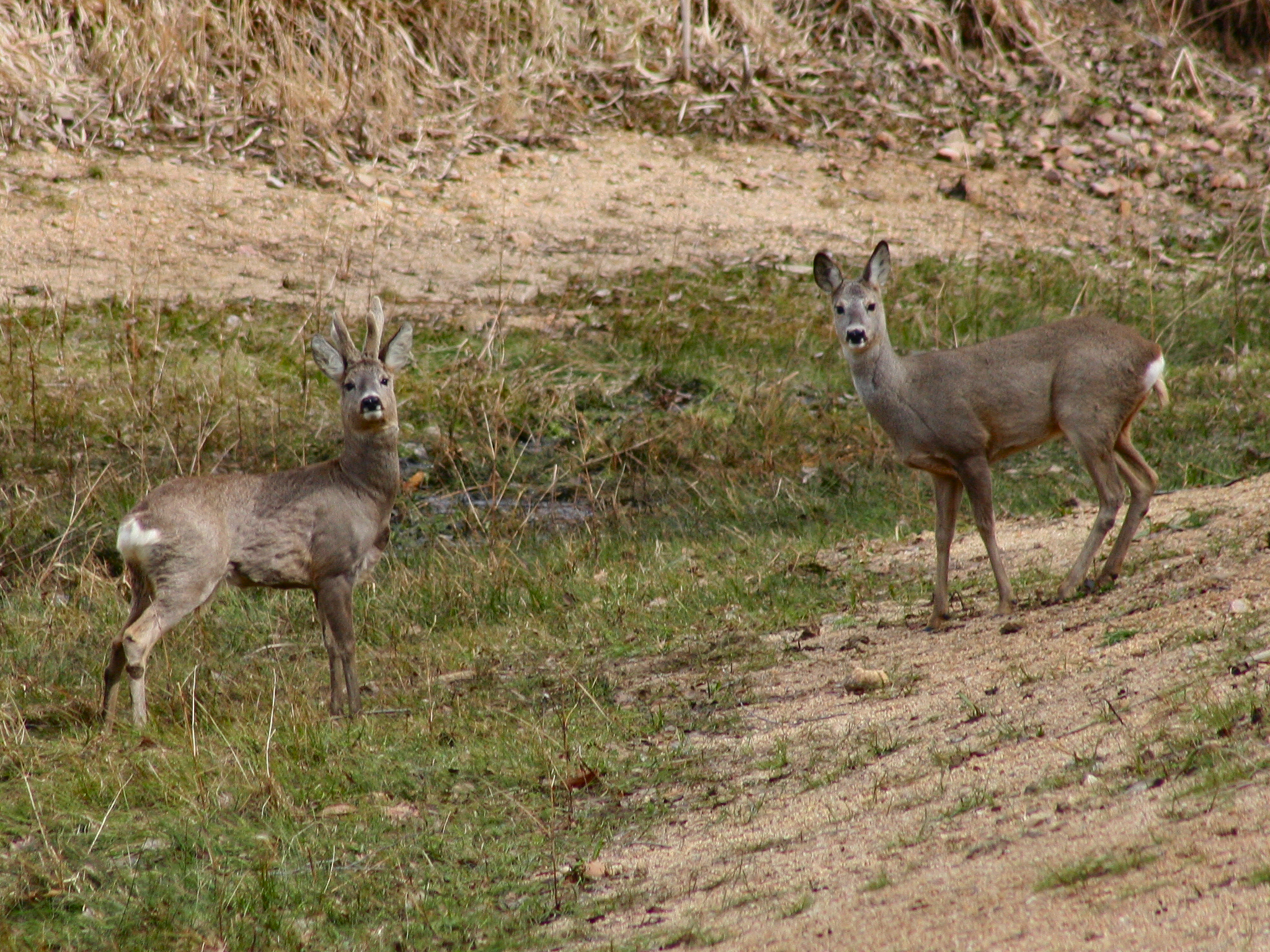
Сарни — звичайні копитні Алгетського парку.

З-поміж ссавців звичними і чисельними в долині Алгеті є дрібні мешканці лісів: вивірка звичайна, вовчок сірий, ласиця мала тощо. Крім них на луках звичайні зайці сірі. Хижаки менш помітні. Серед них нерідкісні куниця лісова, лисиця (закавказького підвиду), кіт лісовий, борсук, значно менш чисельні більші за розміром вовк і ведмідь бурий. В історії національного парку відмічено кілька випадків зустрічей з рисями. Копитні тварини Алгетського національного парку доволі різноманітні, але також нечисельні. Єдиний постійний копитний мешканець парку — сарна, поголів'я якої становить близько 50 особин. З північно-західних лісів сюди регулярно заходять на годівлю дикі свині. Колишні господарі Алгетської ущелини олені тепер лише зрідка трапляються в околицях охоронної зони. Також у парку зареєстровані поодинокі зустрічі з гірськими козлами і козицями, але через відсутність тут притаманних їм біотопів їх слід вважати випадковими.
Неповний перелік пернатих Алгетського національного парку включає 80 видів. Переважну більшість з них становлять лісові горобцеподібні птахи: дрізд-омелюх, жовна чорна, золотомушка жовточуба, повзик чорноголовий, сойка, сорокопуд чорнолобий, шишкар ялиновий, а з великих помічені тетеруки кавказькі. До відкритих біотопів приурочені ластівка скельна, одуд, сиворакша, скеляр строкатий. На заповідних річках трапляються пронурки. З хижих птахів у лісах мешкають дрібні совки, а також два види яструбів — великий і малий. Інші хижаки — канюк звичайний, лунь лучний, орел-могильник — віддають перевагу полюванню на відкритих просторах, причому орел-могильник залітає на територію парка дуже рідко.

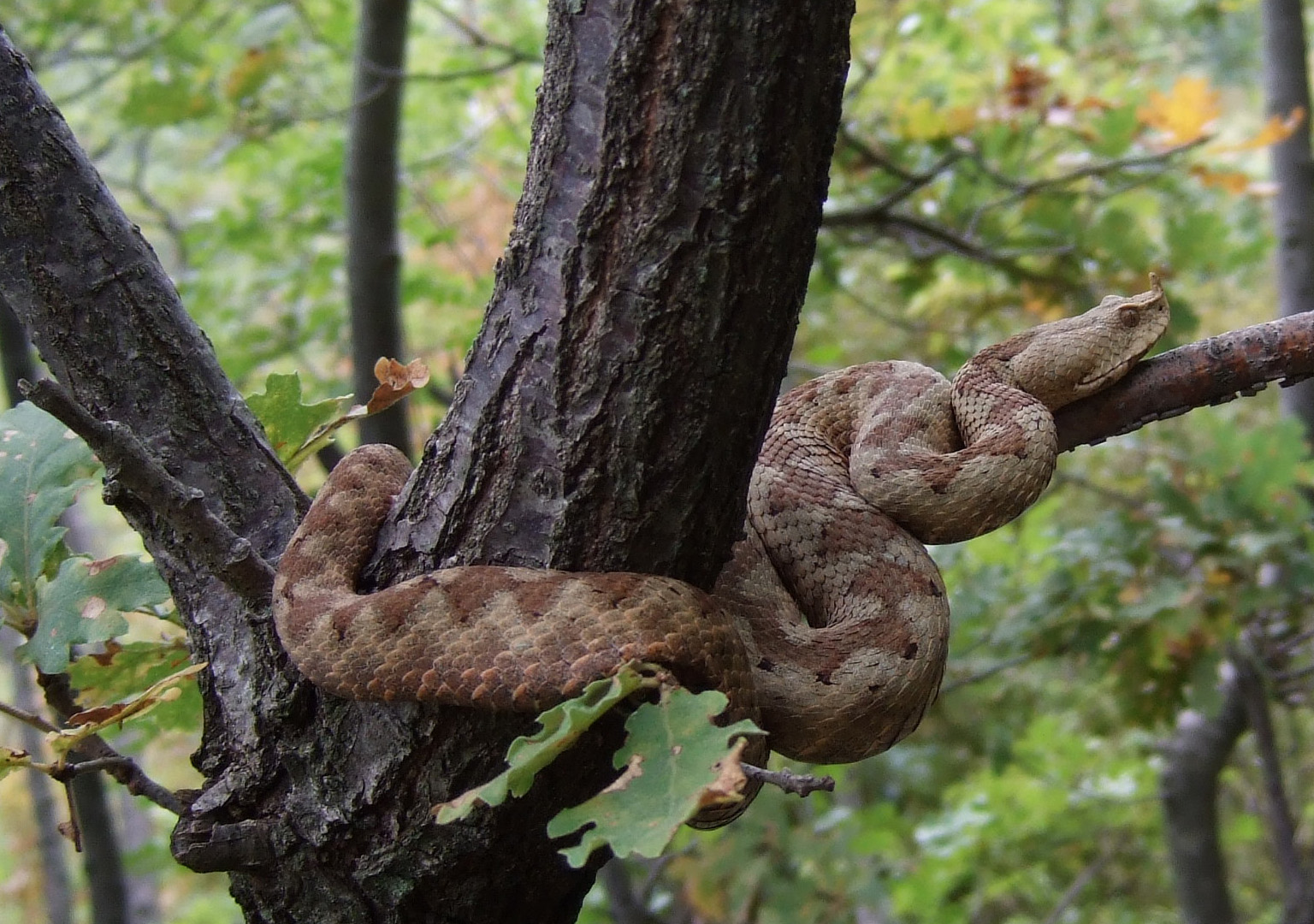
Гадюка носата.

В Алгетському національному парку багато плазунів. Звичними видами серед них слід вважати агаму кавказьку, веретільницю ламку, вужів звичайного і водяного, мідянку, ящірок артвінську, Даля, куринську, прудку. Рідкісним представником герпетофауни є закавказький полоз. Припускають, що тут можуть мешкати гадюки носата і степова, яких зрідка бачать в околицях парку. Охорона гадюки носатої особливо важлива, оскільки вона занесена до Червоної книги Грузії і Червоного списку Міжнародного союзу охорони природи. Земноводних, враховуючи незначну площу заповідних водойм, у парку мало, зокрема, тут знайдені жаби довгонога й озерна та ропуха зелена. Так само незначне і видове різноманіття риб, хоча вони нерідкісні в Алгеті та її притоках. В іхтіофауні парку лише два зареєстрованих види — Barbus lacerta і пструг струмковий.

## Стан екосистем

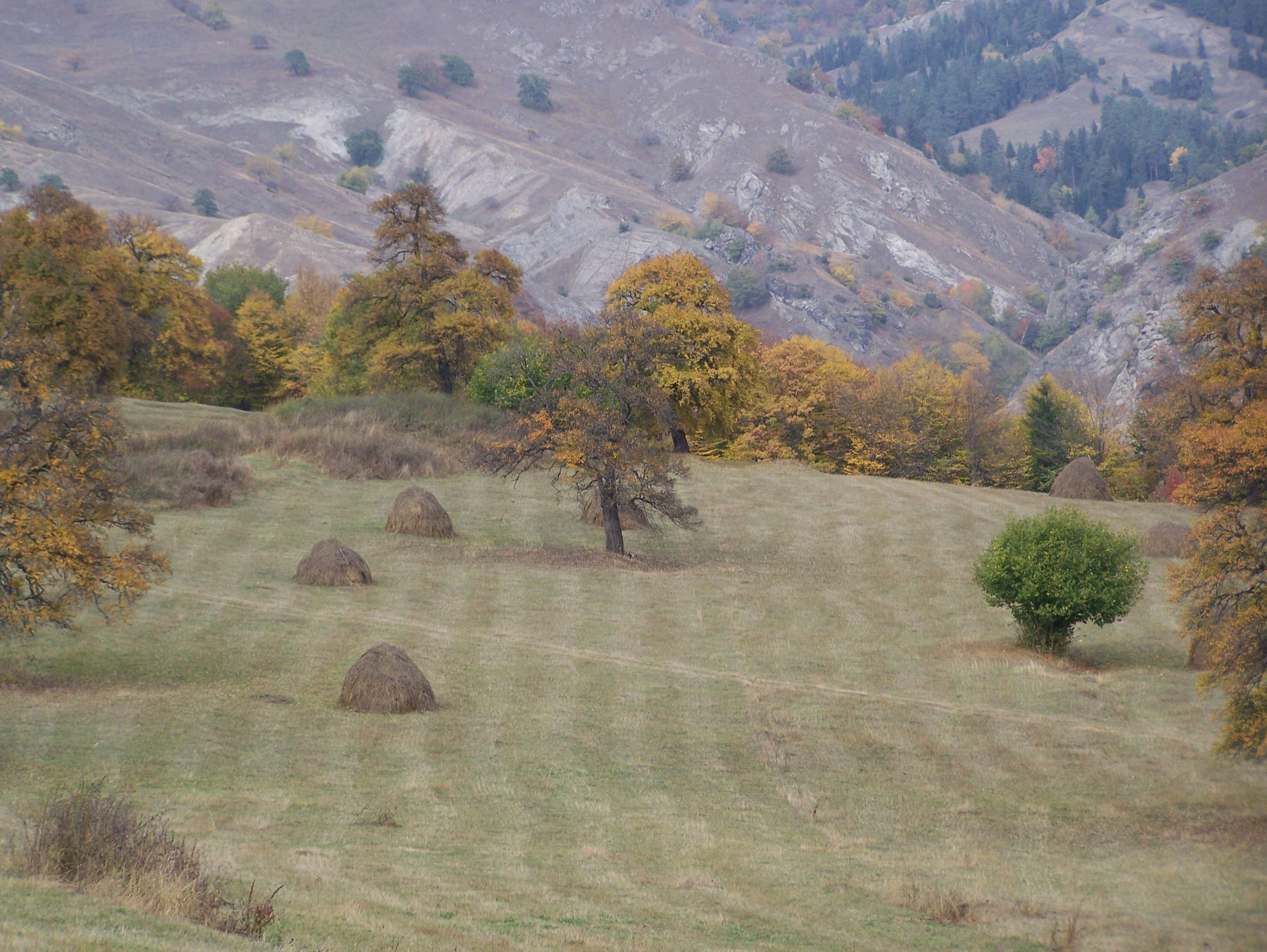
Сіножаті в околицях Алгетського національного парку.

Алгетський національний парк створений у місцевості, здавна населеною людиною. Залишки фортифікаційних споруд в його околицях свідчать, що активна діяльність тут велася щонайменше з доби Середньовіччя. Протягом багатьох віків тут випасали худобу, полювали і вирубували дерева для господарських потреб. Як наслідок, на невеликих ділянках парку майже знищені природні масиви дуба грузинського, а інші типи лісів значною мірою є вторинними (наприклад, сучасні бучини сформувались на місці колишніх масивів ялини й ялиці). У 1970-1980-х роках в тодішньому Алгетському заповіднику стався спалах чисельності ялинового лубоїда, який пошкодив більше половини ялинників. Близько ⅓ цих лісів всохло і зазнало санітарного вирубування, зокрема, з 1974 по 1984 рік знищили 60 392 уражених дерева. Для обговорення цієї проблеми було скликане спеціальне засідання грузинського уряду, на якому затвердили план порятунку алгетських лісів. В ході його реалізації застосували засоби хімічної та біологічної боротьби: обробили стовбури тисячі ялин захисною речовиною і розселили в лісах 200 000 жуків великих ризофагів — єдиних хижаків, здатних винищити лубоїда. В XXI сторіччі стан усіх заповідних лісів добрий, особливо повно тут представлені масиви дуба великопилякового.

## Наукова діяльність
Перші описи околиць Алгеті належать перу відомого грузинського географа Вахушті Багратіоні, вони датовані XVIII століттям. Наукові дослідження почалися з другої половини XIX століття. Головним чином вони мали ботанічне спрямування. Першим з відомих натуралістів терени сучасного Алгетського національного парку відвідав Густав Радде. У 1900-х роках тут працювали ботаніки Олександр Фомін і Яків Мєдвєдєв. До середини XX століття дослідження проводили Олександр Гроссгейм і Дмитро Сосновський. Їхні праці були присвячені алгетинській флорі загалом, тобто мали загальний характер. З 1970-х років розпочаті науково-практичні досліди, присвячені боротьбі з ялиновим лубоїдом. В ці роки в Алгетинському заповіднику створено біолабораторію з розведення великого ризофага. Дослідження різних систематичних груп тварин на теренах парку проводили невпорядковано і неповно. Літопис природи за скороченою програмою ведеться з 1971 року.

## Туристична інфраструктура

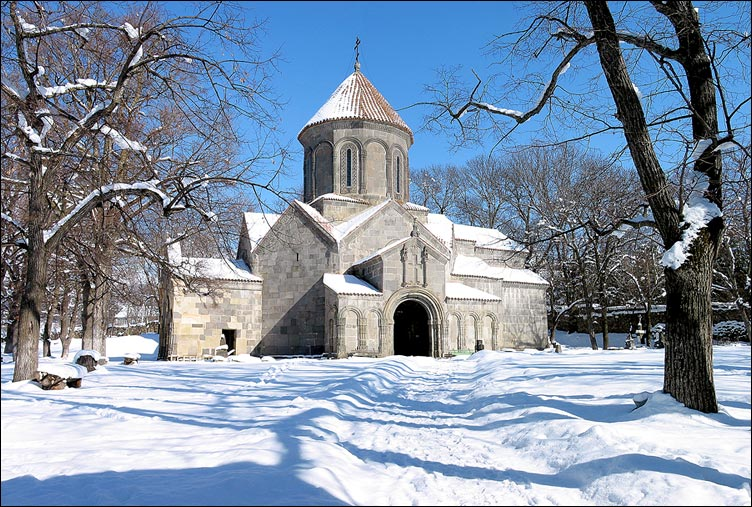
Мангліський собор знаходиться неподалік від входу в парк.

Околиці Алгетського національного парку багаті на археологічні пам'ятки, більшість яких датують енеолітом і бронзовою добою. Зазвичай такі об'єкти являють собою зруйновані фортеці і храми, хоча є серед них і кілька діючих церков. Найбільш відомими з них є Святогеоргіївська церква, церква Святої Марії, церква Пресвятої Трійці, Мангліський собор IV століття. На південних схилах Тріалетського хребта збереглися давні шляхи, які місцеві мешканці називають «дорогами цариці Тамари». Одна з них веде до гори Клдекарі, що являє собою природну фортецю. В IX сторіччі на ній звели укріплений замок. Ще одна споруда такого типу збудована на важкодоступній вершині Біртвісі. Біртвіську фортецю датують XI століттям. Історичний інтерес становить гора Дідгорі, розташована на північно-східному кордоні національного парку. Біля цієї вершини в XII столітті відбулась вирішальна битва між грузинським і турецьким військом, яка стала переможною для грузинів. У пам'ять про визволення від сельджуків тут створено Дідгорський меморіал.
В Алгетському національному парку відвідувачам пропонують такі види відпочинку як піші екскурсії, спеціальні археологічні тури і кінні прогулянки, причому скористатися ними можна о будь-якій порі року, хоча взимку пересування окремими ділянками маршрутів утруднене через високий сніговий покрив. Туристична інфраструктура установи включає в себе зону для пікніків з комплексом допоміжних споруд, розташовану неподалік від будинку адміністрації. В адміністративній будівлі можна отримати довідкову інформацію. Відпочинковий комплекс розрахований здебільшого на одноденні візити, тому власного готелю парк не має.